# بخاخ أنفي

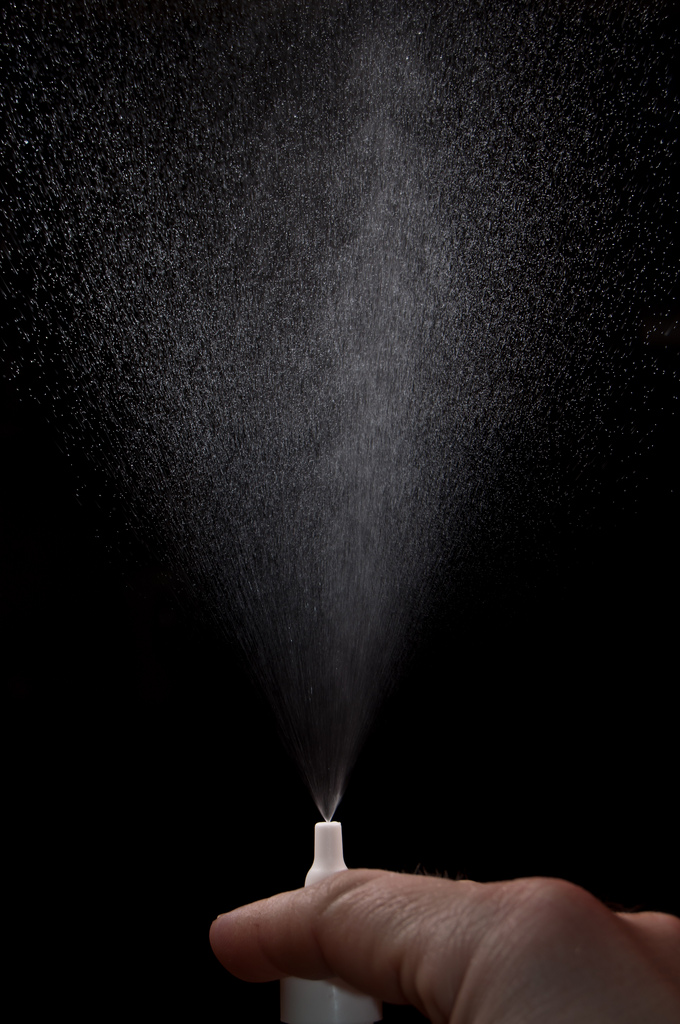
استخدام قارورة البخاخ الأنفية، حيث يستخدم البخاخ لإيصال الدواء إلى المنخر.

البخاخ الأنفي هو شكل صيدلاني وظيفته الاستخدام الموضعي داخل الأنف لعلاج حالات وأمراض الاحتقان والحساسية. وفي بعض الأحيان، يعد الأنف طريقا بديلا عن الحقن أو الأقراص الفموية لإعطاء الأدوية بسبب كون بعض الأدوية يمكن امتصاصها سريعا من خلال الأنف، كما في حالة بعض الأدوية التي تستخدم في علاج الصداع النصفي وتخلخل العظم والغثيان.
ومن الاستخدامات الأخرى معالجة الهورمونات بالإعاضة ومرض آلزهايمر ومرض باركنسون. وقد وجد أن البخاخات الأنفية أكثر فعالية لإعطاء الأدوية التي يحتمل أنها من الممكن أن تعبر الحاجز الدموي الدماغي.

## أمثلة على الأدوية المتوفرة في شكل بخاخ أنفي
- مضادات الهستامين
  - أزيلاستين
  - ليفوكاباستين
  - أولوباتادين
- بخاخات مركبة
  - أزيلاستين مع فلوتيكازون بروبيونات
  - زايلوميتازولين مع كرومولين
- بخاخات الكورتيكوستيرويد
  - بكلوميتازون ديبروبيونات
  - بيوديسونيد
  - سيكليسونيد
  - فلونيسوليد
  - فلوتيكازون فوروات
  - فلوتيكازون بروبيونات
  - موميتازون
  - تريامسينولون أسيتونيد
- لقاحات
  - يتوفر لقاح الإنفلونزا على شكل بخاخ أنفي للوقاية من الإنفلونزا مثل لقاح الإنفلونزا الحي الموهن.
- مضاد التهاب لاستيرويدي
  - كيتورولاك
- بخاخات ملحية
  - البخاخ الملحي يحتوي على محلول ملحي من كلوريد الصوديوم لغرض الإرواء الأنفي، ويتوفر بتراكيز مختلفة:
    - محلول على التوترية (3% من كلوريد الصوديوم أو ماء البحر)
    - معتدل التوترية (0.9% من كلوريد الصوديوم)
    - منخفص التوترية (0.65% من كلوريد الصوديوم)
- مضادات الاحتقان الموضعية
  - أوكسيميتازولين
  - فنيل إفرين
  - زايلوميتازولين